# Línea ESP (Avanza Zaragoza)
La línea ESP es una línea especial de Avanza Zaragoza. Realiza el recorrido comprendido entre la Puerta del Carmen y la Plaza de Europa en la ciudad de Zaragoza (España).
Tiene una frecuencia media de 22 minutos.
Entró en funcionamiento el día 6 de noviembre de 2024 con motivo de las obras en la Avenida de César Augusto. Su recorrido llegaba hasta la Plaza del Portillo.
El 3 de febrero de 2025 se amplió hasta la Plaza de Europa para mejorar conexiones con otras líneas.

## Recorrido
Puerta del Carmen, Avenida César Augusto, Calle Santiago Ramón y Cajal, Calle Conde de Aranda, Paseo María Agustín, Plaza de Europa, Calle Diputados, Avenida de Madrid, Calle Conde de Aranda, Plaza del Portillo, Calle Ramón Pignatelli, Glorieta José Aznárez, Calle Madre Rafols, Calle Santiago Ramón y Cajal, Avenida de César Augusto, Puerta del Carmen